# Piggy Tales
Piggy Tales este un serial de animație finlandez bazat pe jocul Bad Piggies, un spin-off al Angry Birds de Rovio Entertainment. Serialul se concentrează pe viețile porcilor minioni și nu are dialog. Primele două sezoane au fost animate într-un stil similar cu claymation iar ultimele două sezoane au fost animate în imagini generate de computer urmând lansării filmului Angry Birds - Filmul (2016). Cube Creative a asistat la realizarea animației în sezonul 2.
Primele trei sezoane au fost lansate pe Toons.TV până la închiderea sa și ultimul sezon a fost lansat pe canalul oficial Angry Birds pe YouTube. Este cel mai lung serial al francizei Angry Birds, cu patru sezoane în total.

## Personaje
- Porci Minioni
  - Porci Normali - Antti Pääkkönen și Antti L.J. Pääkkönen
  - Porci Constructori - Antti L.J. Pääkkönen
  - Porc Fals - Antti L.J. Pääkkönen
  - Porc Gras - Antti L.J. Pääkkönen
  - Porc Tânăr- Antti L.J. Pääkkönen
- Porc Tenor - Antti L.J. Pääkkeon
- Porc Străin- Antti L.J. Pääkkönen
- Carpenter Pigs - Sikuisi N.U. Satasinn

## Episoade
| Sezonul | Sezonul | Titlu        | Episoade | Episoade | Premiera TV       | Premiera TV                           |
| Sezonul | Sezonul | Titlu        | Episoade | Episoade | Prima transmisie  | Ultima transmisie                     |
| ------- | ------- | ------------ | -------- | -------- | ----------------- | ------------------------------------- |
|         | 1       | Piggy Tales  | 31       | 31       | 17 aprilie 2014   | 31 martie 2015                        |
|         | 2       | Pigs at Work | 26       | 26       | 17 aprilie 2015   | 1 martie 2016 (DVD) 17 februarie 2017 |
|         | 3       | Third Act    | 34       | 34       | 3 iunie 2016      | 3 februarie 2017                      |
|         | 4       | 4th Street   | 30       | 30       | 20 octombrie 2017 | 22 decembrie 2017 (DVD) 30 mai 2019   |

## Distribuție internațională
| Țara                       | Rețea               | Premiera |
| -------------------------- | ------------------- | -------- |
| Israel                     | Arutz HaYeladim     |          |
| Finlanda                   | MTV3 MTV3 Juniori   |          |
| Chile                      | Canal 13            |          |
| India                      | Nickelodeon         |          |
| Norvegia                   | TV2                 |          |
| Brazilia                   | Gloob               |          |
| Polonia                    | Puls 2              |          |
| Australia                  | Network Ten         |          |
| Italia                     | Super!              |          |
| Germania                   | ARD                 |          |
| Franța                     | TF1                 |          |
| Regatul Unit               | CITV                |          |
| Rusia                      | Cartoon Network THT |          |
| Indonezia                  | Spacetoon           |          |
| Canada                     | Disney Channel      |          |
| Statele Unite ale Americii | Xfinity On Demand   |          |
| Ucraina                    | Disney Channel      |          |
| Coreea de Sud              | MBC TV              |          |
| Spania                     | Neox Antena 3       |          |
| Filipine                   | GMA Network         |          |
| Noua Zeelandă              | TV2                 |          |
| Turcia                     | TRT Çocuk           |          |